# Dimos Dirfys-Messapia
Dimos Dirfys-Messapia (Dirfys-Messapia) är en kommun i Grekland.   Den ligger i prefekturen Nomós Evvoías och regionen Grekiska fastlandet, i den östra delen av landet, 70 km norr om huvudstaden Aten. Antalet invånare är 19 443. Arean är 780 kvadratkilometer. Dimos Dirfys-Messapia ligger på ön Euboia.
Terrängen i Dimos Dirfys-Messapia är bergig norrut, men söderut är den kuperad.